# Leptostomum pinaiae
Leptostomum pinaiae là một loài rêu trong họ Bryaceae. Loài này được Herzog mô tả khoa học đầu tiên năm 1916.
Danh pháp loài này chưa ổn định 